# Becki Newton
Rebecca Sara Newton, nota come Becki Newton (New Haven, 4 luglio 1978), è un'attrice statunitense.
È nota per i ruoli di Amanda Tanen nella serie televisiva Ugly Betty, e di Quinn Garvey nella sitcom How I Met Your Mother.

## Biografia
Nata e cresciuta nel Connecticut, studia all'università della Pennsylvania, dove si laurea in Storia Europea. Proviene da una famiglia di artisti: suo fratello minore Matt è anche lui attore, sua madre Jennifer è un'affermata artista, infine sua zia Stephanie Chase è una famosa violinista.
Dopo gli studi si trasferisce a New York dove inizia a lavorare nella pubblicità. Debutta in televisione in un episodio di Cold Case - Delitti irrisolti, e in seguito lavora nella soap opera Sentieri. Fa invece il suo esordio al cinema nel film del 2004 P.S. Ti amo. Negli anni seguenti partecipa come guest a serie televisive come American Dreams e Streghe. Dal 2006 al 2010 interpreta la segretaria Amanda Tanen in Ugly Betty. Grazie al successo di questo ruolo, nel 2007 ottiene una piccola parte nel film La musica nel cuore. Nel 2011 è impegnata nella serie TV Love Bites; nel settembre dello stesso anno entra come recurring nel cast della sitcom How I Met Your Mother, partecipando alle riprese della settima e ottava stagione.
Dal 2005 è sposata col collega Chris Diamantopoulos, conosciuto casualmente nella metropolitana di New York; la coppia ha tre figli.

## Filmografia

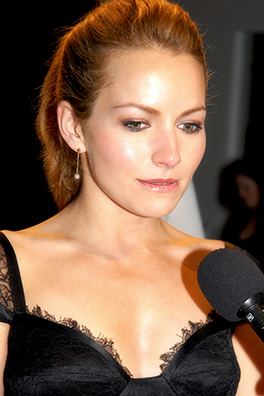
Becki Newton nel 2007 alla Los Angeles Fashion Week di Culver City

### Cinema
- P.S. Ti amo (P.S.), regia di Dylan Kidd (2004)
- La musica nel cuore (August Rush), regia di Kirsten Sheridan (2007)
- La vita dopo i figli (Otherhood), regia di Cindy Chupack (2019)

### Televisione
- Burly TV – serie TV (2001)
- Cold Case - Delitti irrisolti (Cold Case) – serie TV, 1 episodio (2003)
- Sentieri (Guiding Light) – soap opera (2003-2004)
- The Men's Room – serie TV, 2 episodi (2004)
- The Dave Sheridan Show, regia di Jeffrey A. Fisher – film TV (2004)
- American Dreams – serie TV, 3 episodi (2004)
- Streghe (Charmed) – serie TV, 1 episodio (2005)
- Law & Order - Unità vittime speciali (Law & Order: Special Victims Unit) – serie TV, 1 episodio (2005)
- Ugly Betty – serie TV, 85 episodi (2006-2010) – Amanda Tanen
- American Dad! – serie TV animata, 2 episodi (2007) – voce
- Mode After Hours – webserie, 12 webisodi (2008-2009) – Amanda Tanen
- Love Bites – serie TV, 9 episodi (2011)
- How I Met Your Mother (How I Met Your Mother ) – serie TV, 9 episodi (2012-2013)
- The Goodwin Games – serie TV, 7 episodi (2013)
- Divorce – serie TV, 12 episodi (2018-2019)
- Tell Me a Story – serie TV, 7 episodi (2018-2019)
- Avvocato di difesa - The Lincoln Lawyer (The Lincoln Lawyer) – serie TV (2022-in corso)

## Doppiatrici italiane
Nelle versioni in italiano delle opere in cui ha recitato, Becki Newton è stata doppiata da:
- Ilaria Latini in Ugly Betty, Avvocato di difesa - The Lincoln Lawyer
- Gemma Donati in Cold Case - Delitti irrisolti
- Jolanda Granato in How I Met Your Mother